# Polgárok Gyűlése

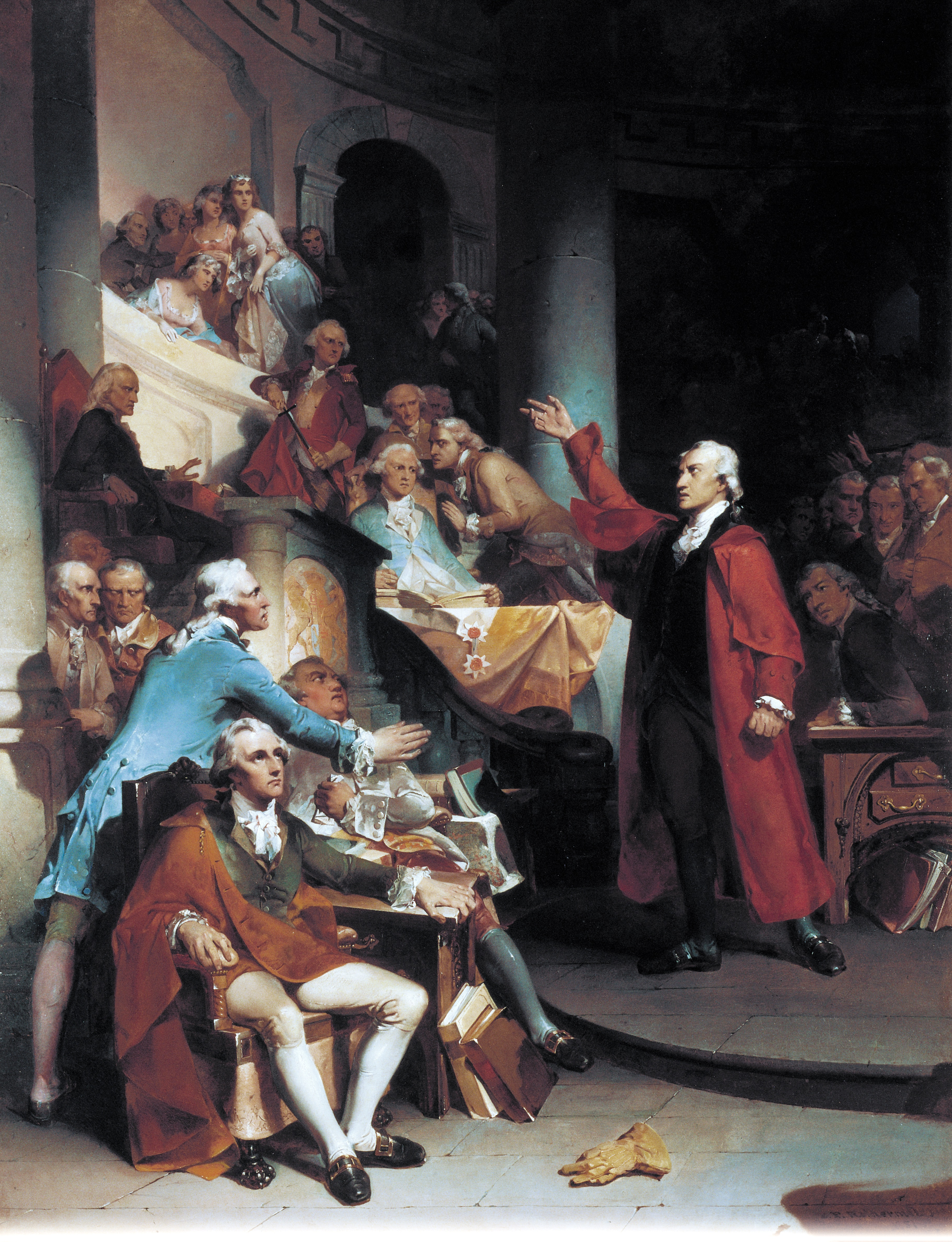
Patrick Henry A Polgárok Gyűlésén. Peter F. Rothermel ábrázolása.

A Polgárok Gyűlése volt az első választott képviselői gyűlés az észak-amerikai brit gyarmatokon. A gyűlést a Virginia Társaság, az angol üzletemberek észak-amerikai letelepedésének ösztönzésére létrehozott szervezet, hívta össze. Első gyűlését 1619. július 30-án tartotta a virginiai Jamestownban.

## Név
A gyűlést eredeti nyelven "House of Burgesses" megnevezéssel emlegetik. A "burgess" szó eredetileg szabad polgárt jelentett. Később jelentése megváltozott és a közösség által választott városi hivatalnokokat jelölte, vagy a kerület képviselőjét a Parlament Képviselőházában Angliában.

## Háttér
A Virginia Társaság feladta monopol jogait a terület felett, abban bízva, hogy a gyarmatok nagyobb lelkesedést tanúsítanak, ha saját tulajdonukban lévő birtokaikkal vesznek részt a közéletben. A változás ösztönözte a gyarmatokon élő telepesek magánbefektetéseit, azzal, hogy egyszerű bérlőkből földjük tulajdonosává váltak. A társaság négy nagy vállalatot, úgynevezett citty-t (sic!) (a "city" szó angolul várost jelent, viszont ezen vállalatok neve egy helyett két t-vel íródott), hogy irányítsák a gyarmatok fejlesztését. A társaság hivatalnokai az angol szokásjogot alkalmazták a szervezetük fenntartására Virginiában, a kormányzó jogkörét csupán a döntések jóváhagyásának utolsó lépcsőfokára szorítva vissza.
A brit parlamenthez hasonlóan a Polgárok Gyűlésének képviselőit is a gyarmat lakói delegálták és évente egyszer ült össze Jamestownban. (Ugyanebben az évben a korábban Virginiához tartozó Bermuda-szigeteken is létrehozták a megfelelő szervezetet, a Bermudai Képviselőházat.)
A Virginia Társaság sürgetésére Sir George Yeardley kormányzó lehetővé tette a megkönnyített képviselőválasztást. A képviselőket a tizenegy James River-menti borough delegálta, amelyek egybe esetek a tizenegy adminisztratív közigazgatási területtel.

## Összehívás
A gyűlést először 1619 július 30-án hívták össze, kevés sikerrel. Az ülést egy malária járvány kitörése miatt kellett rövidre zárni. A gyűlésen 22 képviselő jelent meg az alábbi felosztásban:
- A London által kinevezett kormányzó.
- A kormányzói tanács, amit hat, a kormányzó által kiválasztott helyi polgár alkotott.
- A különböző helyekről érkező helyi lakosok, eredetileg csak az ültetvénytulajdonosok. A megyéket, amelyek a képviselet alapját képezték volna, csak később szervezték meg.

Csak a 17 éven felüli, saját földdel rendelkező fehér férfiak szavazhattak.

## Helyszín
1699-ben a gyűlés helyszíne Middle Plantationbe került át, amit hamarosan átneveztek Williamsburgra, III. Vilmos angol király tiszteletére. A gyűlés két szomszédos Kapitoliumnak nevezett épületben ülésezett. (Ez a kifejezés első megjelenése az amerikai brit gyarmatokon.)
1779 decemberében Richmondba helyezték át a székhelyüket biztonsági okokból a függetlenségi háború miatt. A mai Kapitolium épülete Colonial Williamsburgban a két korábbi, elpusztult épület rekonstrukciója.

## Örökség
A gyűlés 1776-ban Virginiai Képviselőházzá alakult, a Virginiai Általános Gyűlés alsóházát képezve, amely a Virginia állam törvényhozó szerve.
Az eredeti Polgárok Gyűlései iránti tiszteletből, minden második évben, a Virginiai Általános Gyűlés Richmond helyett egy napra átköltözik a colonal williamsburgi rekonstruált Kapitoliumba.
2006-ban a Képviselőház egy különleges ülést tartott Jamestownban, megalakulása 400. évfordulójának megünneplésére a Jamestown 2007 ünnepségsorozat részeként.